# Barcelona (Venezuela)
Barcelona è una città del Venezuela capitale dello stato di Anzoátegui. Essa conta 382.881 abitanti e forma, con Puerto La Cruz, Lecheria e Guanta uno dei maggiori agglomerati urbani del Paese.

## Storia

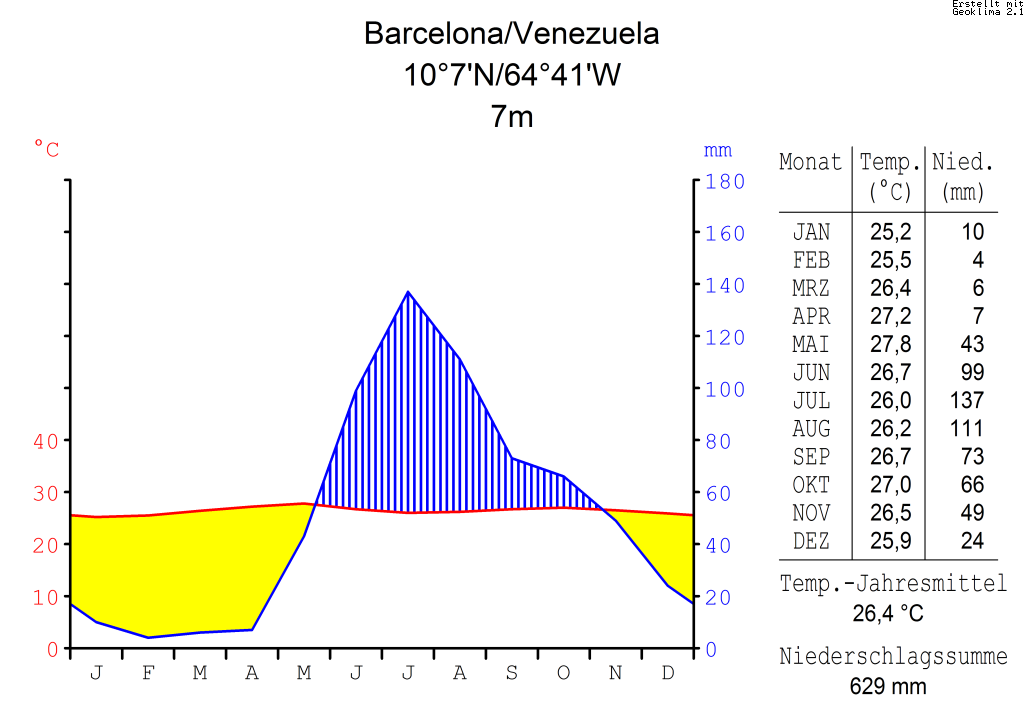
Diagramma del clima di Barcelona

Barcelona fu fondata nel 1638 con il nome di Nueva Barcelona del Cerro Santo (Nuova Barcellona sul Monte Santo) da Joan Orpí, che proveniva da Piera, vicino al capoluogo catalano Barcellona, nella cui Università aveva studiato diritto. Egli fu l'ultimo Conquistador del Venezuela e sotto il suo comando fu assoggettato alla Spagna il territorio degli indios Cumanogoto, che allora vivevano nell'attuale territorio di Barcelona.
Nel 1671 il governatore Sancho Fernández de Angulo spostò l'insediamento due chilometri a sud di quello originario.

## Monumenti e luoghi d'interesse
La Casa Fuerte è un edificio coloniale. Originariamente fu un convento francescano. Nel 1811 fu occupato dai fondatori della Repubblica venezuelana e trasformato da Simón Bolívar in una fortezza a difesa della città.
Ulteriori attrattive di Barcelona sono la Cattedrale e le piazze circondate da palazzi.

## Economia
A Barcelona, come a Puerto La Cruz, hanno sede numerose raffinerie petrolifere. Nelle vicinanze viene anche estratto carbone.

## Sviluppo demografico
Lo sviluppo demografico di Barcelona fu caratterizzato durante i due decenni scorsi da un forte incremento. Nel 1981 la popolazione di Barcelona contava ancora 156.461 unità, mentre nel 1990 erano saliti già a 221.792. Si stima che nel 2010 coloro che vi abitano abbiano raggiunto il numero di 620.555.